# Abakaliki
Abakaliki je glavni grad nigerijske savezne države Ebonyi. Leži u južnoj Nigeriji, 95 km zapadno od granice s Kamerunom i 220 km sjeveroistočno od Port Harcourta.
Grad je najpoznatiji po proizvodnji riže, jama i manioke.
Prema popisu iz 1991., Abakaliki ima 83.651, a prema procjeni iz 2010. 242.801 stanovnika. Većinu populacije čine pripadnici naroda Igbo.